# Comté de Bladen
Pour les articles homonymes, voir Bladen.
Le comté de Bladen est un comté situé dans l'État de Caroline du Nord aux États-Unis.

## Communautés

### Towns
- Bladenboro
- Clarkton
- Dublin
- East Arcadia
- Elizabethtown
- Tar Heel
- White Lake

### Census-designated place
- Butters
- Kelly
- White Oak

## Démographie
| 1790  | 1800  | 1810  | 1820  | 1830  | 1840  |
| ----- | ----- | ----- | ----- | ----- | ----- |
| 5 100 | 7 028 | 5 671 | 7 276 | 7 811 | 8 022 |

| 1850  | 1860   | 1870   | 1880   | 1890   | 1900   |
| ----- | ------ | ------ | ------ | ------ | ------ |
| 9 767 | 11 995 | 12 831 | 16 158 | 16 763 | 17 677 |

| 1910   | 1920   | 1930   | 1940   | 1950   | 1960   |
| ------ | ------ | ------ | ------ | ------ | ------ |
| 18 006 | 19 761 | 22 389 | 27 156 | 29 703 | 28 881 |

| 1970   | 1980   | 1990   | 2000   | 2010   | - |
| ------ | ------ | ------ | ------ | ------ | - |
| 26 477 | 30 491 | 28 663 | 32 278 | 35 190 | - |